# TSG Bayreuth
Die TSG Bayreuth e. V. (Tanzsportgemeinschaft Bayreuth) ist ein Tanzsportverein in Bayreuth. Der Verein wurde 1989 als TSA Bayreuth an der Bayreuther Tanzschule Jahn gegründet. Seit 1998 besteht er unter dem Namen TSG Bayreuth als gemeinnütziger Verein. Der Verein verfügt über mehrere Einzelpaare sowie momentan eine Lateinformation.

## Standardformation
Das A-Team des TSG Bayreuth tanzte zunächst zu wechselnden Themen in der Oberliga Süd Standard bzw. der Regionalliga Süd Standard:
- A Chorus Line (1993/1994 und 1994/1995)
- Movies (1995/1996)
- Madonna (1996/1997)
- Schneewittchen (1997/1998 und 1998/1999)
- West Side Story (1999/2000 bis 2001/2002)
- Magic of Love (2002/2003 und 2003/2004)
- Chicago (2004/2005 und 2005/2006)
- Queen (2006/2007 und 2007/2008)

In der Saison 2003/2004 belegte das Team mit dem musikalischen Thema „Magic of Love“ den 2. Platz der Regionalliga Süd Standard. Im anschließenden Aufstiegsturnier belegte das Team den 3. Platz, rückte aber für die nächste Saison noch in die 2. Bundesliga Standard nach, nachdem das A-Team des TSC Schwarz-Gold Göttingen nach dem Abstieg aus der 1. Bundesliga in der 2. Bundesliga nicht angetreten war.
In der 2. Bundesliga ging das Team mit dem neuen musikalischen Thema „Chicago“ an den Start, das über zwei Saisons getanzt wurde. Zur Saison 2006/2007 zeigte das A-Team eine Choreographie zur Musik von Queen, mit der es auch 2007/2008 wieder an den Start ging. 2008 stieg das Team dann als vorletzter der 2. Bundesliga in die Regionalliga Süd Standard ab.
In der Saison 2005/2006 startete der TSG Bayreuth zusätzlich mit einem B-Team in der Regionalliga Süd Standard. Musikalisches Thema war „Chicago“.

## Lateinformation
Die Lateinformation des TSG Bayreuth tanzt zu wechselnden Themen überwiegend in der Oberliga Süd Latein. In der Saison 2004/2005 gelang mit dem 1. Platz in der Oberliga Süd Latein der Aufstieg in die Regionalliga Süd Latein, in der Saison 2005/2006 stieg das Team aber wieder in die Oberliga Süd ab. In der Saison 2008/2009 blieb das Team in der Oberliga ungeschlagen und stieg damit erneut in die Regionalliga Süd Latein auf.
- Harry Belafonte (1995/1996 und 1996/1997 (Landesliga), 1997/1998 (Oberliga))
- Power & Glory (1998/1999 (Oberliga), 1999/2000 (Landesliga), 2000/2001 (Oberliga))
- Swing (2001/2002 und 2002/2003 (Oberliga))
- Salsa Caliente (2003/2004 und 2004/2005 (Oberliga))
- Miami Latin Stars (2005/2006 (Regionalliga) und 2006/2007 (Oberliga))
- Crazy in Latin (2007/2008 und 2008/2009 (Oberliga))

In den Saisons 2000/2001, 2001/2002 („New York, New York“) und 2002/2003 („Power and Glory“) startete die TSG Bayreuth zusätzlich mit einem B-Team in der Landesliga Süd Latein.
Trainer der Lateinformation sind Helmut Jahn und Thomas Leupold.

## Veranstaltungen
Von 2010 bis 2016 wurde eines der beiden größten Tanzsportturniere in Bayern, die Bavarian Dance Days (BDD), vom TSG Bayreuth in der Oberfrankenhalle in Bayreuth ausgerichtet.